# Летище Джуба
Летище Джуба е летище в Джуба, Южен Судан. То е централна база на „Фийдър Еърлайнс Къмпани“.

## Авиолинии и дестинации
| Авиокомпания                                     | Град – Летище                   |
| ------------------------------------------------ | ------------------------------- |
| Африкански експресни авиолинии                   | Найроби-Джомо Кенията           |
| Еър Уганда                                       | Ентебе                          |
| Ийгъл Еър (Уганда)                               | Ентебе                          |
| Източно африкански сафари еър                    | Найроби – Джомо Кенията         |
| Иджиптеър (Египет)                               | Кайро                           |
| Етиопски авиолинии                               | Адис Абеба                      |
| Джетлинк експрес                                 | Найроби – Джомо Кенията         |
| Кения еърлайнс                                   | Найроби – Джомо Кенията         |
| Марсланд авиейшън                                | Хартум, Найроби – Джомо Кенията |
| Куийнсуей еър сървисис                           | Найроби – Джомо Кенията         |
| Роял Дейзи еърлайнс                              | Ентебе                          |
| Южносудански въздушни връзки                     | Найроби – Джомо Кенията         |
| Судански авиолинии                               | Хартум, Найроби – Джомо Кенията |
| Хуманитарни въздушни услуги на Обединените нации | Рим                             |